# Legio XI Claudia

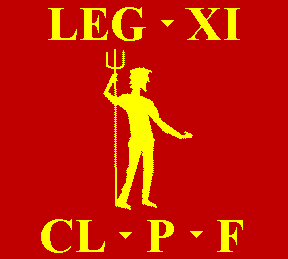
Le dieu Neptune, l’un des emblèmes de la légion sous l’empire

La Legio XI Claudia Pia Fidelis (litt : légion XI loyale et fidèle à Claude) était une légion  de l’armée romaine, levée par Jules César en 58 av. J.-C. en même temps que la Legio XII Fulmnata en vue de sa campagne contre les Helvètes. Dissoute en 45 av. J.-C., elle fut reconstituée en 42 av. J.-C. par Octave dans le cadre de la guerre civile entre les membres du triumvirat. Elle porta alors le nom de Legio XI Actiaca (litt : d’Actium; en souvenir de la bataille du même nom); son surnom de Claudia Pia Fidelis (en abrégé LEG XI CPF) lui fut donné sous l’empereur Claude alors qu’elle était stationnée à Burnum en remerciement pour avoir mis un terme à la tentative d’usurpation du gouverneur de Dalmatie, Scribonius.
Durant la première Année des quatre empereurs (69 apr. J.-C.), la Legio XI Claudia se rangea du côté d’Othon, mais fut simplement renvoyée dans les Balkans par Vitellius après sa victoire sur Othon. Vitellius ayant à son tour été remplacé par Vespasien, la Legio XI Claudia fit partie du corps expéditionnaire commandé par Quintus Petillius Cerialis pour mettre fin à la révolte des Bataves.
Elle fut ensuite cantonnée à Vindonissa (aujourd’hui Windisch en Suisse) où elle exerça surtout son activité dans le domaine de la construction routière. Elle développa également un nouveau modèle de forteresse en pierre, beaucoup plus solide et permanent que l’ancien modèle en bois, destinée à assurer la protection de ces routes et la défense du limes (frontière) . Trente ans plus tard, elle fut déplacée vers Brigetio en Pannonie inférieure où elle participa à la campagne de Trajan en Dacie (101-106).
Bientôt cependant, et certainement avant 114, elle fut transférée en Mésie inférieure, à Durostorum près du delta du Danube où elle demeura jusqu’à sa disparition. Là encore, elle démontra son savoir-faire dans la construction de routes. S’étant ralliée dès le début à Septime Sévère, elle participa à sa campagne contre l’Empire parthe qui se termina par la capture de Ctésiphon en 198.
À la suite de la réforme de l’armée par Dioclétien, certaines de ses unités (cavalerie) furent intégrées dans l’armée mobile de l’empereur (comitatenses) et furent envoyées en Hispanie, pendant que d’autres étaient intégrées dans la garde impériale (legio palatinae). Le reste des troupes demeura à Durostorum pour protéger la frontière (limitanei).
Comme pour les autres légions levées par César, l’emblème de la Legio XI devait être le taureau. À partir d’Auguste, on voit apparaitre le dieu Neptune , quoique l’on retrouve également la louve romaine accompagnée des jumeaux Romulus et Rémus.

## Histoire de la légion

### Sous la république

Campagnes de César durant la Guerre des Gaules

En 58 av. J.-C., Jules César dut faire face à la menace provoquée par la migration des Helvètes vers le sud du Massif central, mettant en danger la province romaine de Gaule narbonnaise. Ne pouvant faire face à cette menace avec la seule légion présente en Gaule, il appela en renfort trois légions déjà existantes en Italie et leva deux nouvelles légions en Gaule cisalpine: les légions XI et XII. Après avoir vaincu les Helvètes, César prit le chemin de la Gaule belgique avec ces deux légions pour mener une campagne qui lui permettra de soumettre progressivement la plupart des peuples de la Gaule. Il est probable que la Legio XI (qui n’avait pas encore de cognomen [surnom]) ait également pris part en 52 av. J.-C. au siège d’Avaricum (aujourd’hui Bourges en France) et au siège d’Alésia (que l’on situe dans la ville actuelle d'Alise-Sainte-Reine en France) contre Vercingétorix. Par la suite elle participa en 51 av. J.-C. aux côtés des légions VII, VIII, VIII et XI à la répression des ultimes révoltes en Gaule contre les Biturges et les Bellovaques ayant à leur tête le Bellovaque Correus et l’Atrébate Commios.
Ayant ainsi soumis la Gaule, César marcha sur Rome alors que commençait la guerre civile entre lui et Pompée en 49 av. J.-C. La Legio XI l’accompagna dans cette marche après quoi elle fut stationnée en Apulie. L’année suivante, elle prit part à la bataille de Dyrrachium (victoire de Pompée) et à la bataille de Pharsale (avantage décisif de César). Après la victoire de Munda en 45 av. J.-C. qui marqua la victoire finale de César, la légion fut dissoute et les vétérans installés à Bovianum Undecumanorum (aujourd’hui Bojano, province de Campobasso en Italie).
Elle devait être reconstituée en 42 av. J-C. par Octave, le futur empereur Auguste, lequel avec Marc Antoine et Lépide avait formé le deuxième triumvirat, et préparait la campagne contre les Républicains établis en Orient.  Elle fit partie des vingt légions engagées par les triumvirs lors de la bataille de Philippes (oct. 42 av. J.-C.) à la suite de quoi elle retourna en Italie, aider Octave à réprimer une révolte qui avait éclaté à Perugia (aujourd’hui Pérouse). Le triumvirat s’étant divisé les diverses parties de l’empire, Octave avait hérité de l’Italie et s’était vu confié la délicate mission d'assigner des terres aux vétérans des guerres civiles. Il se heurta dans cette tâche aux intérêts de la noblesse locale conduite par l’épouse de Marc Antoine, Fulvie, et au frère de ce dernier, Lucius Antonius, lequel après quelques affrontements avait fini par s’enfermer dans la ville de Pérouse. Après la chute de cette ville, Fulvie dut divorcer d’Antoine alors que Lucius Antonius fut envoyé gouverner une province en Hispanie.

La bataille d’Actium et la disposition des forces en présence.

Les relations entre les triumvirs qui avaient renouvelé leur association en 37 av. J.-C. se détériorèrent rapidement et bientôt Pompée, réfugié en Sicile après la bataille de Munda, se trouva en position de menacer les approvisionnements en blé de Rome. La XI Claudia était probablement sous les ordres de Marcus Vipsanius Agrippa lorsque celui-ci fin à cette menace en 36 av. J.-C. lors de la bataille de Nauloque .
Pendant ce temps, Marc Antoine était parti en Orient où il organisa une grande campagne contre les Parthes qui se solda par une déroute en 36 av. J.-C. Vivant en Égypte avec Cléopâtre, il rompit définitivement avec Octave. La Legio XI Claudia, à nouveau sous le commandement de Marcus Agrippa participa à la bataille d'Actium en 31 av. J.-C. qui confirma la victoire finale d’Octave. Nombre de vétérans feront graver sur leur monument funéraire le fait qu’ils avaient participé à cette bataille.
C’est l’époque où apparaissent les premiers cognomen (surnoms ou qualificatifs) donnés aux légions. Déjà, à la suite des batailles de Mylae et de Nauloque, la légion sœur s’était méritée le nom de Legio X Fretensis (litt : légion X des détroits) ; c’est probablement à la suite de celle d’Actium que la légion XI se mérita celui de Actiaca (litt : d’Actium).

### Sous les Julio-Claudiens
Devenu, en janvier 27 av. J.-C. « Auguste », Octave était maintenant le véritable maitre de l’État. La Legio XI fut envoyée en Illyrie où elle devait rester près d’un siècle. On ignore où elle fut initialement stationnée, mais, à la suite du désastre de la forêt de Teutoburg en 9 apr. J.-C. qui amena une réorganisation des forces  en Europe, la légion fut stationnée à Burnum (aujourd’hui Kistanje en Croatie) sur la côte dalmate avec la Legio VII. Elle fut surtout employée à la construction de routes, élément essentiel du développement économique de la région. On trouve des traces de sa présence à Salona (aujourd’hui Split en Croatie), capitale de la province, ainsi que dans nombre d’endroits dont Gurdum où fut cantonnée une unité.
Lorsque le  gouverneur (legatus Augusti pro praetore) de la Dalmatie, Lucius Arruntius Camillus Scribonianus (Scribonien) se proclama empereur en 42, tant la légion XI que la légion VII demeurèrent fidèles à l’empereur Claude (r. 41-54) et s’insurgèrent contre leur commandant qui fut forcé de s’enfuir dans l'île d'Issa où il se suicida; ceci valut une première fois aux deux légions le surnom de Pia Fidelis (litt : loyale et fidèle). Vers le milieu du Ier siècle, des vétérans de ces deux légions recevront des terres à Aequum (Čitluk dans la Fédération de Bosnie-Herzégovine).
En 58, la Legio VII CPF (Claudia Pia Fidelis) fut transférée sur le Danube, alors que la XI CPF demeurait en Croatie où elle se trouvait encore lors du suicide de Néron à l’été 68. Un détachement (vexilatio)  se joignit aux forces de Cnaeus Domitius Corbulo dans sa guerre contre les Parthes de 58 à 64 pour le contrôle de l’Arménie.

### Pendant l’Année des quatre empereurs

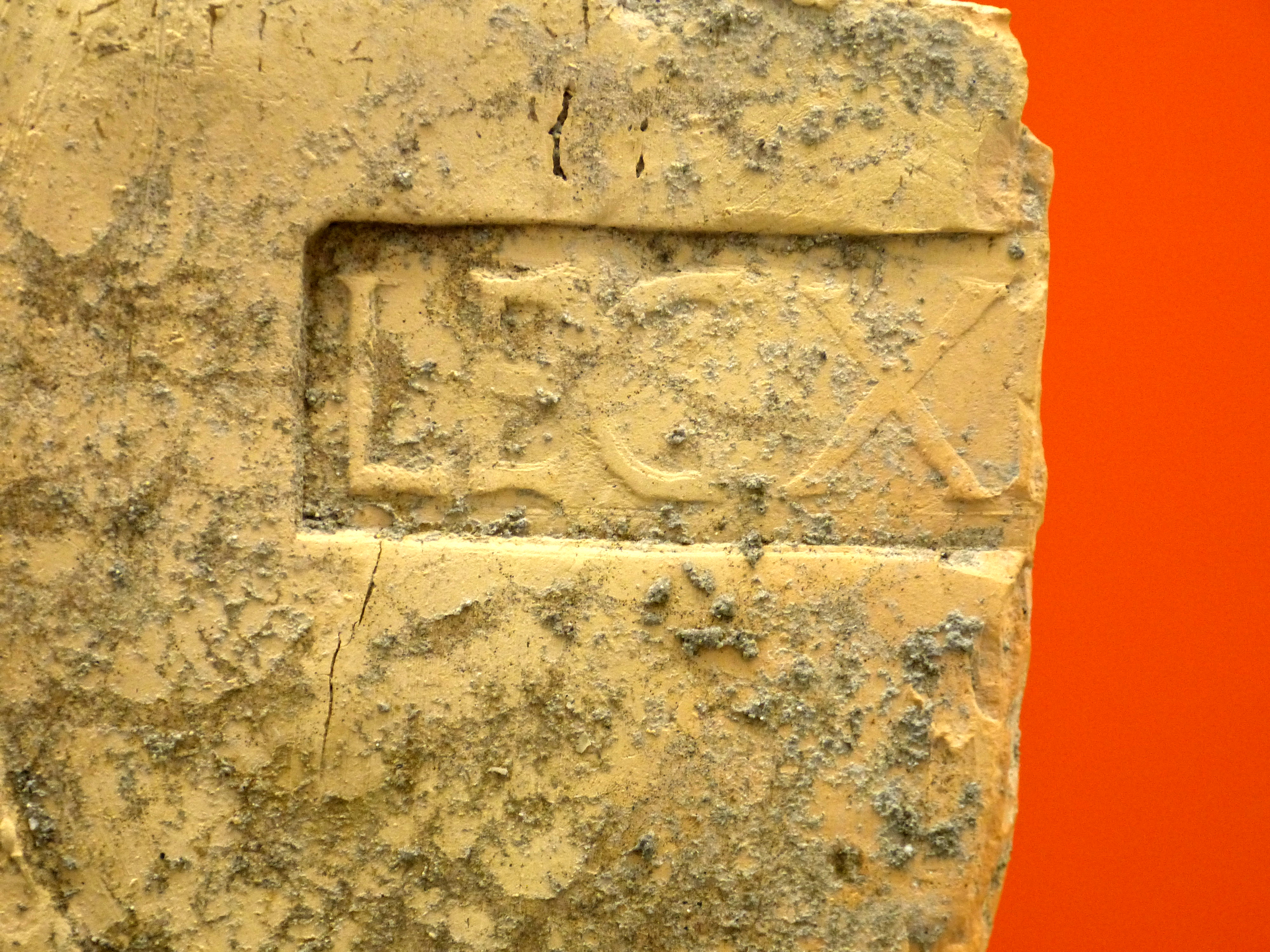
Estampille de la légion sur argile, trouvée à Vindonissa (Musée archéologique du Bade-Wurtemberg à Constance).

Vers la fin du règne de Néron (r. 54-68), les complots et les alliances se multiplièrent au sein de la hiérarchie militaire pour mettre fin au régime. À la suite du suicide de Néron, le gouverneur d’Hispanie tarraconaise, Galba, marcha sur Rome. Rapidement devenu impopulaire, il dut faire face à deux opposants : Aulus Vitellius, proclamé empereur par les armées du Rhin, et Marcus Salvius Otho (Othon), ancien gouverneur de Lusitanie, qui gagna les Prétoriens à sa cause. Lorsque Galba fut assassiné le 15 janvier 69, chacune des légions dut choisir son camp : la Legio XI Claudia se rangea du côté d’Othon avec les armées du Danube, d'Orient et d'Afrique, alors que Vitellius recevait le soutien des légions de Belgique, d'Espagne, de Bretagne et de Rhétie. Les armées des deux prétendants se rencontrèrent lors de la première bataille de Bedriacum (près de Crémone en Italie) le 14 avril 69. Une unité importante de la Legio XI Claudia avait quitté son poste pour venir appuyer Othon. Elle arriva trop tard : Vitellius avait gagné la bataille et Othon s’était suicidé. Vitellius se contenta de renvoyer les troupes de la légion en Dalmatie. Ces dernières ne lui pardonnèrent pas et, lorsque Titus Flavius Vespasianus fut envoyé par Néron pour combattre les forces judaïques dans la première guerre judéo-romaine, elle prit le parti de Vespasien (r. 69-79) avec les autres légions de Pannonie et de Dalmatie. Marcus Antonius Primus à la tête de ses troupes participa à la seconde bataille de Bedriacum, le 24 octobre, entre les forces de Vitellius et celles de Vespasien. Vitellius dut s’enfuir et fut capturé le 20 décembre près de Rome; le 21 décembre Vespasien était proclamé empereur par le Sénat, mettant ainsi fin à la guerre civile.

### Sous la dynastie des Flaviens
Profitant du fait que la plupart des légions étaient engagées dans la guerre civile à Rome, Caius Julius Civilis, prince batave qui avait servi à la tête d’une cohorte romaine pendant vingt-cinq ans (où il avait adopté ce nom romain), s’était mis à la tête d’une rébellion qui regroupait des Trévires, des Lingons et des Bataves, et avait attaqué plusieurs forts romains incluant Trajectum (aujourd’hui Utrecht aux Pays-Bas). Une fois débarrassé de Galba et de Vitellus, Vespasien, en 70,  mit sur pied un corps expéditionnaire auquel participa la Legio XI Claudia, commandé par Quintus Petilius Cerialis, lequel avec huit légions, parvint à vaincre Civilis près de Trèves.

Au cours de leur marche sur Rome avec Vitellius, les armées du Rhin avaient fait face à une résistance considérable de milices helvétiques dans les Alpes et avaient détruit un grand nombre d’agglomérations comme Baden/Aquae Helveticae s’attirant la haine des populations locales. Vespasien décida de ne pas renvoyer la légion XXI Rapax à Vindonissa (aujourd’hui Windisch en Suisse) et de la remplacer par la Legio XI Claudia.  Cette dernière fut remplacée en Dalmatie par la Legio IIII Flavia Felix, nouvellement créée à partir des légionnaires des Legio IIII Macedonia et la Legio XVI Gallica, dissoutes en raison de leur appui à Vitellius .
La légion devait y rester de 70 à 101, très active dans les travaux de construction le long de la route menant vers les Alpes; elle avait à cette fin sa propre carrière d’extraction à Rupperswill, Elle développa à Vindonissa un nouveau concept de fortifications en pierre qu' avait initié plus tôt la légion XXI Rapax. À l’ancien fortin de bois, réplique un peu élaborée du camp de marche de l’armée, se substituèrent des forts de pierre munis de tours de garde et fossés, mieux à même d’offrir une protection soutenue en cas de tentative d’invasion. Sur une surface de 21 ha, s’élevèrent bientôt d’imposants édifices ainsi que des thermes monumentaux, signifiant par là une présence qui se voulait à long terme .

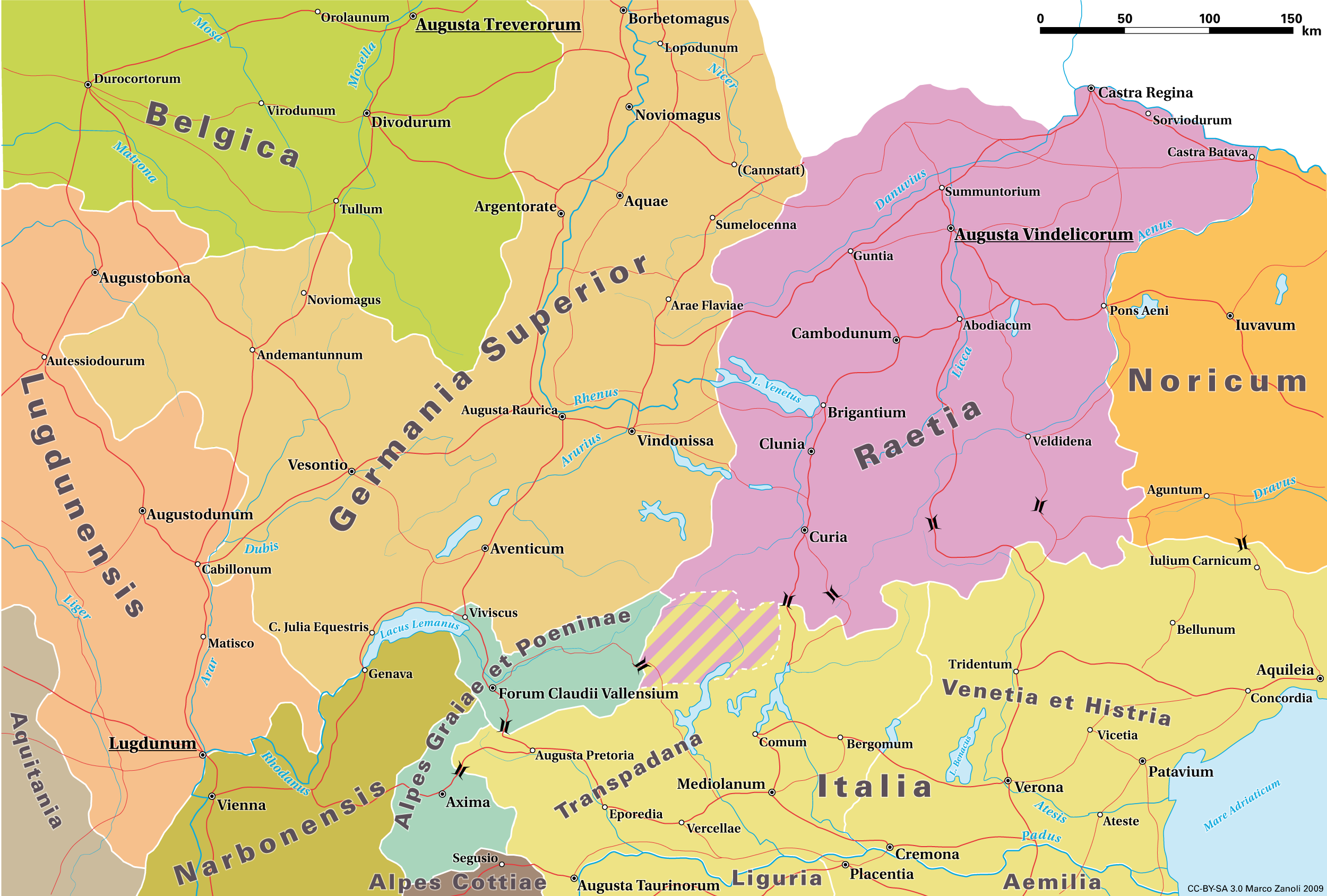
Les provinces romaines et le réseau de voies romaines vers 150 apr. J.-C.

S’y ajouta la construction d’une infrastructure routière le long des routes transalpines et sur le Rhin en direction nord pour préparer la campagne vers la Forêt-Noire de 73/74 que devait conduire Cornelius Pinarius Clemens jusque dans la vallée du Neckar. En 74, on construisit une variante de la route du Danube (via iuxta Danuvium), la route de la vallée de Kinzig (en Forêt Noire) qui reliait le fort de Tuttlingen (Tuttlingen dans le Bade-Wurtemberg) à Argentoratum (aujourd’hui Strasbourg en France). Cette route réduisait de 160 km ou sept jours de marche la distance entre Augusta Vindelicorum (Augsbourg en Bavière) à Mogontiacum (Mayence en Rhénanie-Palatinat).
Cette nouvelle route est-ouest était reliée à la route nord-sud allant de Vindonissa à  Brigobanne (aujourd’hui Hüfingen dans le Bade-Wurtemberg) complétée vers 45, laquelle grâce à ce prolongement permettait de se rendre par Fort Tuttlingen jusqu’à Arae Flaviae (aujourd’hui Rottweil dans le Bade-Wurtemberg) et, de là, jusqu’à Argentorate (Strasbourg en Alsace). Elle fait aujourd’hui partie de la route dite « des Romains » du Neckar-Alb-Aare.
Au nord du Rhin, la présence de la Legio XI Claudia est attestée par des estampilles sur des briques d’argile découvertes à Iuliomagus (aujourd’hui Schleitheim en Suisse). Au moins un détachement de la légion y était stationné au « Fort I » près de Rottweil selon les estampilles trouvées dans la région. Selon certains historiens, c’est l’ensemble de la légion qui y aurait été stationné de 74 à 84. Il est également probable que des vétérans de cette légion aient été parmi les premiers colons du municipe d’Arae Flaviae nouvellement créé .
En 83, l’empereur Domitien (r. 81-96) prit la tête des légions I Adiutrix, XIIII Gemina, XXI Rapax, VIII Augusta et XI Claudia, auxquelles s’ajoutaient des détachements des trois légions de Bretagne en Germanie supérieure dans une grande campagne contre les Chattes, peuple puissant mais indiscipliné, qui avait participé à l'insurrection menée par Arminius (bataille de Teutobourg en 9) ainsi qu’à la révolte des Bataves de Civilis en 69. Ceux-ci vivaient sur les contreforts de Mogontiacum (Mayence) dans le Taunus et dans le Giessener Becken (Hautes Terres du Hesse occidental). Domitien, qui s’était fixé comme but le développement du limes Germanicus comprenant un vaste réseau de routes, de forts et de tours de guet construits le long du Rhin, conquit d’abord le noyau central de leur territoire (aujourd’hui la Hesse en Allemagne) avant de continuer dans la région montagneuse du Taunus et de la plaine de Vettéravie (à l'est du Taunus et au sud-ouest du Vogelsberg). À la suite de ces deux campagnes, il divisa la Germanie en deux provinces : la Germanie inférieure (Germania inferior) établie vers 90 autour de la vallée de la Meuse, à l'ouest du Rhin, comprenait ce que sont aujourd'hui le sud des Pays-Bas, la Belgique, le Luxembourg, une partie du nord-est de la France (Ardennes) et du nord-ouest de l'Allemagne, alors que la Germanie supérieure(Germania superior) comprenait la haute vallée du Rhin, de la Nahe au lac de Constance, une grande partie de la Suisse, le Jura, la Franche-Comté et une partie de la Bourgogne),.

### Sous les Antonins

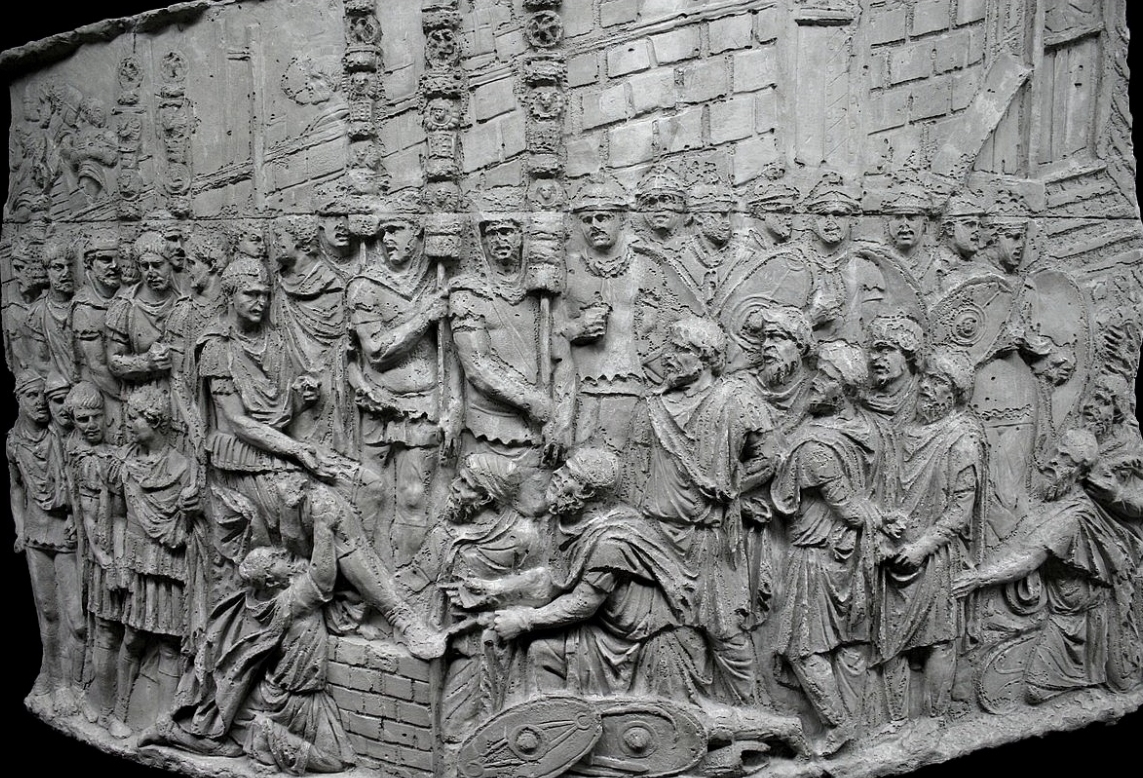
La soumission de Décébale, prosterné devant Trajan, sur les reliefs de la colonne Trajane.

Après une trentaine d’années à Windisch, la légion fut transférée à Brigetio (aujourd’hui Komarom en Hongrie et Komarno en Slovaquie) sur le limes danubien d’où elle prit part à la première expédition de Trajan (r. 98-117) contre les Daces au terme de laquelle il forcera le roi dace Décébale à négocier la paix. Elle s’y emploiera à terminer la construction du camp militaire; quelques unités seront également stationnées dans le camp abandonné d’Aquincum (aujourd’hui Budapest). Lorsque se termina la deuxième expédition contre les Daces (105-106) seules quelques  unités de la XIV Gemina, de la XV Appolinaris et de la XXX Ulpia Victrix nouvellement arrivée demeurèrent à Brigetio pour enterminer la construction. La XIe Claudia avait déjà été transférée à Oescus (sur le Danube dans le nord de la Bulgarie).
Finalement, on retrouve la légion en 114 à Dorostorum (aujourd’hui Silistra en Bulgarie) en Moésie inférieure près du delta du Danube; elle devait y demeurer jusqu’à sa disparition quelque 300 ou 400 ans plus tard. De plus en plus, son recrutement se faisait dans la Thrace voisine. L’une de ses fonctions était, en rotation avec d’autres légions de Moésie comme la I Italica et la V Macedonica, la protection des villes grecques situées en Chersonesus Taurica (aujourd’hui, la Crimée). À cette fin, elle construisit avec la V Macedonica la forteresse de Draschna (aujourd’hui Județ de Prahova en Roumanie) et ses légionnaires remplirent diverses tâches administratives dans la capitale Tomoi (aujourd’hui Constanta en Roumanie).
Après que le roi de Parthes Chosroes Ier eut délogé le roi d’Arménie, État client de Rome, en 113, un détachement (vexillatio) de la Legio XI Claudia fut envoyé en renfort en Orient. L’année suivante, l’empereur Trajan en personne vient en personne conquérir l’Arménie dont il fit une province romaine avant de conquérir en 116 la capitale parthe, Ctésiphon (près de Bagdad dans l’Irak moderne).

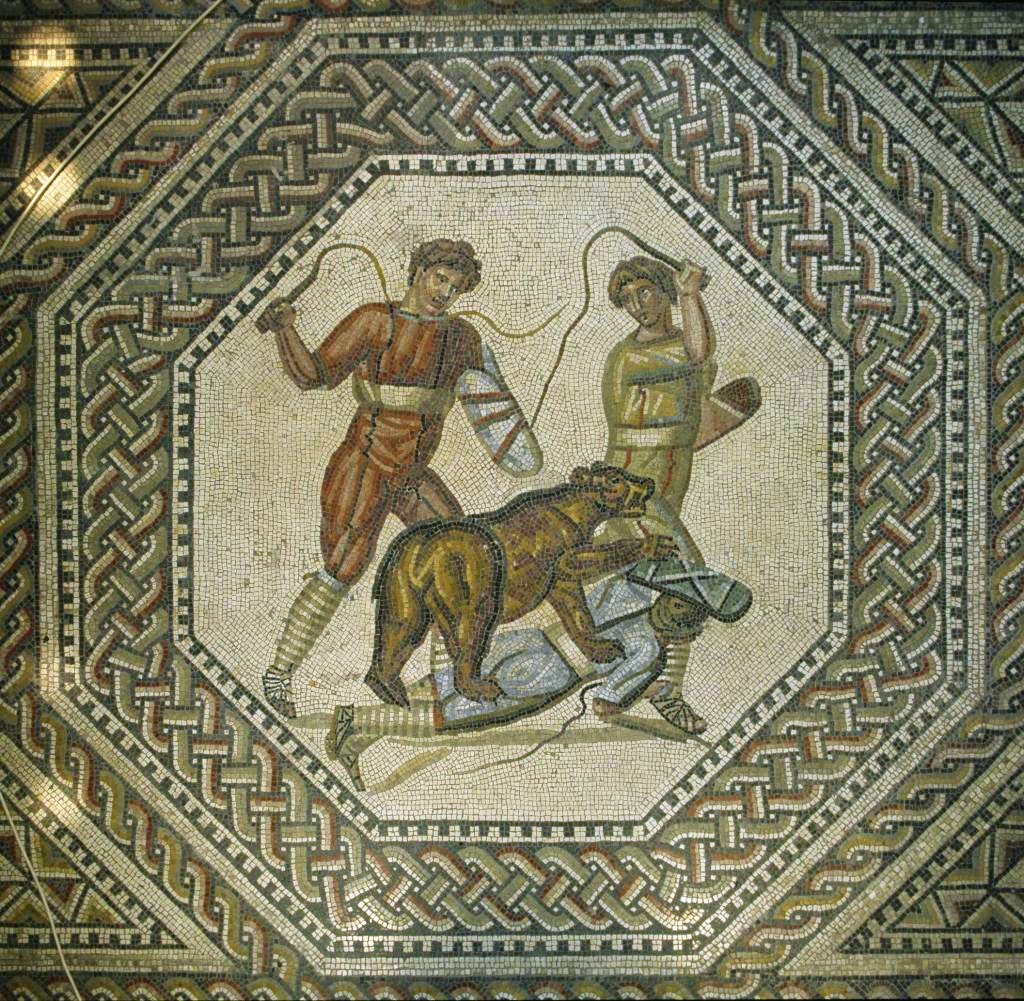
Bestiaires armés de fouets combattant un ours.

Au cours du règne de l’empereur Hadrien (r. 117-138), un détachement de la légion fut envoyé dans la province de Judée (aujourd’hui Israël) pour combattre l’insurrection dirigée par Shimon bar Kokhba et provoquée par la mise en place d’une colonie de peuplement romaine, la colonia Aelia Capitolina, dans l’actuelle ville de Jérusalem. Il prit part à la dernière phase des combats et participa vraisemblablement au siège de la forteresse de Betar après que l’empereur soit lui-même venu reprendre la situation en mains à la suite des nombreux échecs de l’armée romaine. La prise de cette forteresse en 135, marqua la fin de la révolte.
Il est probable qu’une partie de la légion ait participé aux guerres marcomanes de 166-180. Aux IIe et IIIe siècles, des détachements de la Legio XI Claudia et de la Legio I Italica furent envoyés dans le municipe de Montanensium (aujourd’hui Montana en Bulgarie) afin d’y protéger les mines de la région, mais aussi pour y traquer des ours et des bisons destinés aux jeux du cirque,. Ils devaient également assurer la surveillance des routes de la région, comme à Abrittus (aujourd’hui Razgrad en Bulgarie).

### Durant la deuxième année des quatre empereurs (193) et sous les Sévères
Après l’assassinat de l’empereur Pertinax par les Prétoriens en avril 193, Didius Julianus fut proclamé empereur, mais fut immédiatement rejeté par le Sénat et les armées des provinces, lesquelles proclamèrent empereur leurs propres commandants : Septime Sévère en Pannonie, Pescennius Niger en Syrie et Clodius Albinus en Bretagne. La Legio XI Claudia prit immédiatement le parti de Septime Sévère (r. 193-211). Celui-ci quitta Carnuntum à la tête des légions Adjutrix et Gemina et marcha sur Rome via l’Italie du nord. La Legio XI ne prit toutefois pas part à cette marche, Durostorum étant trop éloigné de l’Italie. Toutefois, elle prit part à la campagne de Septime Sévère contre Pescennius Niger qui était soutenu par les légions d’Orient. En compagnie de la Legio I Italica, elle prit part au siège de Byzance, puis après avoir forcé les Portes de Cilicie, elle prit part à la bataille d'Issos qui assura la victoire de Septime Sévère. Par la suite, elle devait également participer sous la conduite du même empereur à la campagne contre les Parthes de 197-198 au cours de laquelle il conquit la Mésopotamie et s’empara de Ctésiphon, la capitale parthe.
À partir de 213, Caracalla (r. 211-217) mèna plusieurs campagnes contre les Alamans à la fois sur le Rhin et sur le Danube auxquelles participèrent des détachements de la Legio XI Claudia sous les ordres du comes Gaius Suetrius Sabinus (dux vexillationis V Macedonicae et XI Claudiae). Pour sa bravoure, elle se mérita le surnom d’Antoniniana,, et, sous Sévère Alexandre (r. 222-235) les surnoms de Severiana et d’Alexandriana.

### Période de l’Anarchie militaire
Sous l’empereur Gordien III (r. 238-244), Durostorum fut soumis aux invasions des  Goths, Carpes et Sarmates qui envahirent la région du Danube inférieur. Les combats se poursuivirent sous l’empereur Trajan Dèce (r. 249-251) alors que Goths et Carpes franchirent le Danube et envahirent les provinces de Moésie et de Thrace. Trajan Dèce lui-même devait succomber lors de la bataille d’Abrittus (aujourd’hui Aptaat en Bulgarie) en juin 251.

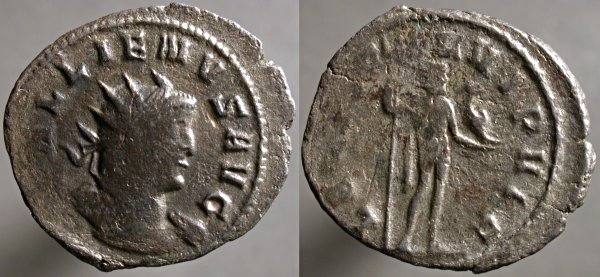
Antoninien de Gallien portant la mention GALLIENVS AVGustus LEGio XI Claudia VI Pia VI Fidelis.

Lors du conflit entre l’empereur Gallien (r. 260-268) et son rival Postume, proclamé empereur en Gaule à l’été 260, la Legio XI Claudia demeura fidèle à Gallien, ce qui lui valut d’obtenir successivement les surnoms de Pia V Fidelis V et de Pia VI Fidelis VI. Plusieurs autres régions reçurent également le titre de Pia VII et Fidelis VII mais non la Legio XI. On ignore pourquoi, ni d’ailleurs quand et comment elle s’était méritée les surnoms de Pia/Fidelis II, III et IV .
Sous l’empereur Aurélien (r. 270-275), la région de Durostorum fut le théâtre de nouveaux affrontements avec les Carpes.  En 272, l’empereur en route vers le royaume de Palmyre qu’il voulait réintégrer dans l’empire réussit à chasser les Tervinges et leur roi Cannabaudes hors de l’empire, les poursuivant même au-delà du Danube. Toutefois, réalisant que la province de Dacie était indéfendable, il décida d’abandonner celle-ci et Dorostorum redevint une ville frontalière.

### Pendant l’Antiquité tardive

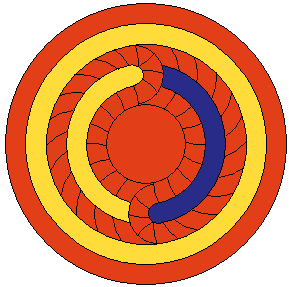
Insigne de bouclier des Undecimani (XIe siècle), une légion palatine appartenant à l’armée d’Orient au début du V

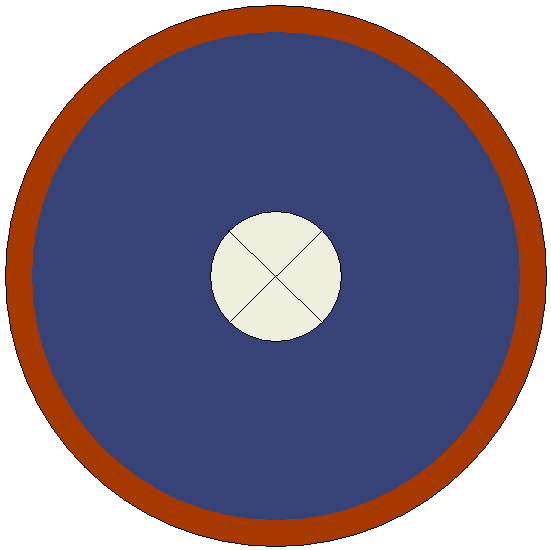
Insigne de bouclier des Undecimani (XIe siècle). une légion de l’armée mobile d’Occident au début du V

Vers l’an 297, l’empereur Dioclétien (r. 284-305) mit sur pied une armée composée de détachements de la Legio XI Claudia, Legio VII Claudia, Legio IIII Flavia Felix et Legio I Italica pour mettre fin à une rébellion en Afrique où L. Domitius Domitianus s’était autoproclamé Auguste à Alexandrie et avait entrainé l’ensemble de l’Égypte dans sa révolte. Éliminé vers la fin de l’année, il fut remplacé par Aurelius Achilleus qui se proclama empereur à son tour à Alexandrie. Dioclétien, venu lui-même diriger les opérations, ne réussira à reprendre Alexandrie qu’en mars 298; par la suite l’Égypte perdra son statut de propriété personnelle de l’empereur et sera incluse dans la grande réforme administrative de Dioclétien.
En 303-304, Dioclétien, probablement sous l’influence de Galère qui haïssait les chrétiens, promulgua quatre édits visant à éliminer la religion chrétienne. Durant la persécution qui s’ensuivit, deux légionnaires de la Legio XI Claudia furent mis à mort à Durostorum : l’un appelé Julius et l’autre Hesychius.
À une politique d’expansion, Dioclétien préféra une politique de protection du limes. Il fit construire un grand nombre de routes le long du limes, protégées à intervalles plus ou moins réguliers par des forteresses maintenant en pierre, permettant de résister aux assauts. Un détachement formé de légionnaires des mêmes légions et de la légion I Illycorum fut ainsi ensuite chargé de construire une route en Arabie Pétrée (Syrie et Jordanie d’aujourd’hui), laquelle, d’une longueur de quelque 550 km reliera les forteresses de Bostra (ou Bosra, sud-ouest de la Syrie), Basianis (Qasr al-Azraq), Amata et Dumata (Jawf).
Parallèlement à la réforme de l’organisation provinciale, Dioclétien restructura l’armée. Celle-ci fut désormais scindée entre une armée de garde-frontières (limitanei) et une armée mobile (comitatenses) pouvant répondre rapidement aux tentatives d’invasion, les armées de garde-frontières n’ayant plus désormais comme rôle que de tenir les endroits menacés jusqu’à l’arrivée de l’armée mobile. La plupart des unités gardant les frontières virent leur nombre réduit à environ 1000 légionnaires et furent placées sous les ordres d’un dux désormais un militaire de carrière. Dans le cadre de ces réformes, la Legio XI Claudia fut profondément restructurée. Un certain nombre d’unités, vraisemblablement de cavalerie, tout en conservant le nom de Undecimani (litt : les onzièmes) furent détachées de la légion, intégrèrent l’armée mobile sous l’autorité du magister militum per Gallias (litt : maitre des milices des Gaules) et furent envoyées en Hispanie relevant directement du magister equitum per Gallias (litt : maitre de la cavalerie des Gaules). D’autres unités d’ « undecimani » furent intégrées dans la Legio palatinae (garde impériale) et envoyés à Constantinople sous l’autorité des dux magistri militum praesentalis (litt : maîtres des milices de la garde impériale) d’Orient.
Toujours selon la Notitia Dignitatum on trouvait, au début du Ve siècle un praefectus legionis undecimae Claudia sous l’autorité du Dux Mopesiae secundae à Durostorum chargé des garde-frontières de la région. Deux praefecti ripae legionis undecimae Claudiae (préfets des frontières) pour les deux subdivisions de la province étaient stationnés à Transmarisca (aujourd’hui Tutrakan en Bulgarie). La légion en tant que telle avait alors cessé d’exister.